# Sam Brownback
Samuel Dale "Sam" Brownback (12 de septiembre de 1956) es un político y diplomático estadounidense, exgobernador de Kansas y exsenador de los Estados Unidos por el estado de Kansas. El 20 de enero de 2007 anuncio sus intenciones de conseguir la nominación del Partido Republicano para las elecciones presidenciales de 2008.

## Infancia y juventud
Nació en Garnett, Kansas y creció en Parker, Kansas, Brownback nació en una familia de granjeros de ascendencia alemana quienes se mudaron a Kansas dejando Pensilvania luego de la guerra civil estadounidense. Brownback fue presidente estatal de la asociación "Future Farmers of America" (Futuros Granjeros de América), y finalmente continuó en ello hasta que fue nombrado vicepresidente de la asociación a nivel nacional desde 1976 a 1977. Mientras que en la Universidad del Estado de Kansas fue elegido presidente de la federación de estudiantes y fue un miembro de "Alpha Gamma Rho". Recibió su doctorado en Derecho por la Universidad de Kansas en 1982.
Trabajo como locutor de radio y como abogado en Manhattan, Kansas antes de convertirse en el Secretario de Agricultura de Kansas en 1986. En 1990, fue llamado para ser un White House Fellow de la Clase de 1990-1991, trabajando en la “Office of the U.S. Trade Representative”. Luego de trabajar allí por el plazo de un año dado por la Casa Blanca, Brownback regresó a Kansas para retomar su posición como Secretario de Agricultura, posición que mantuvo hasta 1993.

## Senador por Kansas (1996-2011)
Fue elegido para la Cámara de Representantes de los Estados Unidos representando a Kansas en 1994, pero estuvo allí por un solo periodo debido a que quiso presentarse para las elecciones al Senado en noviembre de 1996 para reemplazar a Bob Dole, quien renunció a su puesto en el Senado durante su campaña presidencial.
Brownback ganó las primarias venciendo a la anterior Vicegobernadora Sheila Frahm, quien había sido designada para ocupar la vacante temporalmente. Venció al demócrata Jill Docking en las elecciones generales y fue elegido para un periodo completo en el Senado en 1998. Ganó la reelección en las elecciones de Senadores de 2004 con un 69% de los votos, venciendo fácilmente al candidato demócrata Lee Jones.
Brownback es miembro del Comité Judicial del Senado, el Comité de Apropiaciones del Senado -donde preside el Subcomité del Distrito de Columbia-, El Comité Económico Conjunto -con representantes de ambas cámaras-, y la Comisión sobre Seguridad y Cooperación en Europa, también conocida como la Comisión Helsinki. Preside actualmente la Comisión Helsinki.
Brownback anunció que no sería candidato para las elecciones de 2010, siendo consecuente con su apoyo a limitar los periodos de los miembros del Congreso.

## Vida personal
Está casado con Mary Stauffer, heredera de la fortuna del periódico Stauffer Communications de la ciudad de Topeka, en Kansas. La pareja tiene cinco hijos (tres hijas y dos hijos, dos de sus hijos son adoptados).
Educado en la religión metodista, Brownback luego se unió a una iglesia evangélica sin denominación, y el 27 de junio de 2002 se convirtió al catolicismo. Se unió a la Iglesia católica gracias a un miembro del Opus Dei, el padre C. John McCloskey de Washington D. C. Sin embargo, Brownback no es miembro del Opus Dei.

## Campaña presidencial para elecciones de 2008
El 4 de diciembre de 2006, Brownback formó un comité explorador, dando así los primeros pasos hacia su candidatura. Y anunció sus planes para una candidatura oficial el 5 de diciembre en su sitio web. Sus opiniones y declaraciones lo posicionan en el lado conservador del Partido Republicano. "Soy un conservador fiscal y un conservador social y comprensivo", dijo en diciembre de 2006.
Los consejeros de Brownback para su campaña presidencial son, como los lista el Washington Post David Kensinger, un consultor político, antiguo director ejecutivo de GOPAC como también jefe de campaña de Brownback; Rob Wasinger, jefe de campaña de Brownback el 2005; y Paul Wilson, un consultor de medios con su compañía Wilson Grand Communications. También listados como personas que "juegan un rol clave" figuran Tom Monaghan, fundador de Domino's Pizza. Otra persona mencionada como miembro de su comité explorador está Bowie Kuhn, antiguo comisionado de la Liga Mayor de Baseball.
El 10 de enero de 2007, en Topeka, Brownback anunció que era candidato para la presidencia en las elecciones de 2008. Si es elegido presidente en, Brownback habría estado 12 años como senador de los Estados Unidos, el equivalente a dos periodos enteros como senador.
La mayoría de los ataques de la campaña del senador Brownback van dirigidos contra la candidatura presidencial de Mitt Romney -acusándolo de falso conservador y oportunista- y no gasta un solo dólar en esta primera etapa en atacar a John McCain o Rudolph Giuliani. Esto se debe a que Mitt Romney se ha colocado en los primeros meses de campaña en la posición deseada por los candidatos menos conocidos que buscan ser el tercer hombre de la carrera. Nombres como Sam Brownback, Mitt Romney y Duncan Hunter buscan ser la alternativa a Giuliani y McCain entre los republicanos.
Brownback se retiró de la carrera presidencial el jueves 18 de octubre de 2007, diciendo que fue debido a "falta de fondos". Brownback anunció formalmente su decisión el 19 de octubre. Actualmente está apoyando a John McCain en su candidatura presidencial.